# Noord-Brabants volkslied
Het Noord-Brabants volkslied is officieel nooit vastgesteld en er bestaat evenmin één algemeen aanvaard lied dat als zodanig dienstdoet. De provincie Noord-Brabant is daarmee de enige provincie van Nederland die geen eigen volkslied heeft. De afgelopen jaren is er regelmatig de discussie geweest over de vraag of de provincie niet een eigen volkslied moest vaststellen, maar de bevolking had daar niet echt behoefte aan. Gedeputeerde Staten lieten het hier dan maar bij.
Twee bekende, meer traditionele liederen  die hiervoor in aanmerking zouden komen zijn Het lied van hertog Jan en het Brabantsch volkslied. Recentelijk worden er ook pleidooien gevoerd voor het lied Brabant van Guus Meeuwis.  Elke generatie heeft zo zijn eigen lied op dat door het Brabantse volk uit volle borst mee gezongen wordt, "Het leven is goed in m'n Brabantse land" (oorspronkelijk van Thijs van der Molen) en "Brabantse nachten zijn lang." zijn samen met "Brabant" van Meeuwis liederen waarmee de Brabanders hun afkomst, door het hele land, ten gehore brengen.
- Het Lied van Hertog Jan is een bekend Brabants volksliedje, dat in 1947 door Harrie Beex werd geschreven en door Floris van der Putt op muziek is gezet. Het is een loflied op Jan I, Hertog van Brabant (1235-1294). Het is daarmee ook niet specifiek voor de Nederlandse provincie Noord-Brabant.
- Het Brabantsch Volkslied werd gecomponeerd en gezongen in 1929 door de vooroorlogse cabaretier August de Laat op een tekst van Willem van Mook.

## Recente discussie
Ter gelegenheid van de viering van het 900-jarig bestaan van hertogdom Brabant zou de commissaris van de Koningin, Hanja Maij-Weggen, op 7 maart 2007, gelijktijdig met de verkiezingen voor Provinciale Staten, de Brabantse bevolking drie keuzes hebben willen voorleggen. De Brabanders konden kiezen uit 'Het leven is goed in het Brabantse land', 'Hertog Jan van Brabant' (Lied van Hertog Jan) en 'Brabant' van Guus Meeuwis. Echter, op 24 november 2006 werd bekendgemaakt, dat de Noord-Brabantse bevolking niet veel voelde voor een Noord-Brabants volkslied. De provincie concludeerde dat op basis van een eigen enquête.
Tijdens de afsluiting van Koninginnedag 2007 in 's-Hertogenbosch werd voor Koningin Beatrix en haar familie het lied 'Brabant' gezongen. Het werd door de burgemeester van 's-Hertogenbosch Ton Rombouts zelfs - ten onrechte - gepresenteerd als het (Noord-)Brabants volkslied.
Op 16 augustus 2007 stuurde de hoofdredacteur van het regionale dagblad BN/DeStem, Johan van Uffelen, een brief naar Gedeputeerde Staten om het lied van Guus Meeuwis voor te dragen als officieel volkslied van de provincie. Zijn motivatie luidde dat er anders een 'historische kans' zou blijven liggen, omdat "het lied van Meeuwis tijdloos is. Het appelleert aan een gevoel dat jong en oud in Brabant aanspreekt. Feitelijk is het al door de bevolking tot volkslied verheven." Hij zag kans de steun te verwerven van de andere Noord-Brabantse kranten Brabants Dagblad en Eindhovens Dagblad en de regionale omroepen Omroep Brabant en TV & Co. Tevens werd in reactie op zijn brief spontaan door drie jonge Noord-Brabanders de website Brabant voor Brabant opgericht om het voorstel met handtekeningen te ondersteunen.
De commissaris van de Koningin liet als voorzitter van het college weten de discussie niet opnieuw aan te willen, maar verwees de kwestie toch impliciet door naar Provinciale Staten. De grootste fracties, de Socialistische Partij en het Christen-Democratisch Appèl lieten in eerste instantie weten niets voor het initiatief te voelen. Het lied wordt door de partijen wel mooi gevonden, maar niet geschikt voor officiële gelegenheden.
Op 3 september 2007 ontving de commissaris van de Koningin Hanja Maij-Weggen echter uit handen van actiegroep Brabant voor Brabant 21.000 handtekeningen van Noord-Brabanders die vinden dat 'Brabant' het officiële Noord-Brabantse volkslied moet worden. Ook onder anderen bisschop Tiny Muskens, Albert Verlinde, oud-voetballer Berry van Aerle en zanger Peter Koelewijn hadden de petitie ondertekend.
Op 4 september 2007 liet de Noord-Brabantse Socialistische Partij weten dat een dergelijk signaal vanuit de bevolking niet genegeerd kan worden. Inmiddels had hoofdredacteur Johan van Uffelen van BN/DeStem al een brief gestuurd aan alle Statenfracties. Tevens lieten de Noord-Brabantse kranten Intomart een representatieve enquête doen onder bijna 3.000 Noord-Brabanders. De uitkomst toonde een massale steun aan. Twee op de drie Noord-Brabanders wilden dat 'Brabant' van Guus Meeuwis het officiële Noord-Brabantse volkslied werd.  
Van de 2.935 ondervraagden, die een keuze konden maken uit tien liedjes, koos 64% voor 'Brabant.' Op grote afstand gevolgd door 'Het leven is goed op het Brabantse land', met 11%. Bovendien zei 83% geen bezwaar te hebben tegen 'Brabant' als volkslied. 
Uit de enquête bleek ook dat het overgrote deel van de Noord-Brabanders (72%) - waarschijnlijk onder invloed van de opgelaaide discussie - het de hoogste tijd vond dat de provincie een eigen volkslied krijgt, 13% was tegen, de rest wist het niet. 
Dat alles leidde op 14 september 2007 tot een provinciale commissievergadering. Het voorstel om een officieel volkslied in te stellen, kwam twee stemmen tekort. Alleen SP, VVD, GroenLinks en De Brabantse Partij waren voor. De SP wilde het lied 'Brabant' van Guus Meeuwis als volkslied, een ommezwaai, naar eigen zeggen vanwege de overweldigende steun vanuit de bevolking. Toch is de rol van het lied niet helemaal uitgespeeld, want er werden tijdens de vergadering nog eens vijfduizend handtekeningen aangeboden om 'Brabant' tot volkslied te verheffen (totaal ruim 26.000). Om dat signaal niet geheel te negeren, gaat de provincie nu onderzoeken of er een onofficiële rol is weggelegd voor het lied van Guus Meeuwis.

### Media
- Hertog Jan, het Brabants volkslied! Youtube